# ویرجینیا گودیا
ویرجینیا گودیا (اسپانیایی: Virginia Guedea‎؛ زادهٔ ۱۰ مارس ۱۹۴۲) نویسنده، تاریخ‌نگار و دانشیار اهل مکزیک است.
او از سال ۱۹۹۷ عضو دائمی آکادمی دانش مکزیک بوده‌است.
گودیا در ۱ مارس ۲۰۰۵ به عضویت آکادمی تاریخ مکزیک درآمد.